# Район на Санфранциския залив
Районът на Санфранциския залив, разговорно Район на Сан Франциско, за кратко Район на залива (на английски: San Francisco Bay Area, The Bay Area) е наименованието за метрополиса около Санфранциския залив в щата Калифорния, САЩ. В Района на Сан Франциско се намира Силициевата долина.

## Население
Целият метрополис на Сан Франциско, който обхваща 9 окръга и 101 града е с население от 6,7 милиона души. В районът на залива на Сан Франциско 28,3% от населението е родено извън САЩ. (2000) 1907 души са отбелязали, че са от български произход на последното преброяване на населението.(2000)

## Най-големите градове
- Сан Хосе – 904 522 души
- Сан Франциско – 744 230 души
- Оукланд – 397 976 души

(2004)

## Подрайони
- Сан Франциско
- Източен залив
- Полуостров
- Северен залив
- Южен залив

## Окръзи
Следните 9 окръга са част от района на залива на Сан Франциско:
- Аламида
- Контра Коста
- Марин
- Напа
- Сан Матео
- Сан Франциско
- Санта Клара
- Солано
- Сонома

Окръг Санта Круз също се счита, че спада към района на залива на Сан Франциско, въпреки че не е официално част от общоприетите 9 окръга.

## Икономика
Едно от главните пристанища е Пристанище „Оукланд“, а друго е Пристанище „Сан Франциско“.

## Транспорт

### Обществен (градски и окръжен)
- БАРТ - метрото.
- КалТрейн - Калифорнийският влак (пътнически).
- МЮНИ - мрежа от тролеи, трамваи, кабелни трамваи, рейсове и фериботи.

### Въздушен
- Международно летище Оукланд – второто по големина летище в района
- Международно летище Сан Франциско – най-голямото летище в района
- Международно летище Сан Хосе – третото по големина летище в района

### Автобусен
- МЮНИ - мрежа от тролеи, трамваи, кабелни трамваи, рейсове и фериботи.
- ЕйСи Транзит (AC Transit)
- СамТранс (SamTrans)
- ВиТиЕй (VTA, Santa Clara Valley Transportation Authority)
- Каунти Кънекшън или Окръжна връзка (County Connection)
- Голдън Гейт Транзит (Golden Gate Transit)

## Пътища
Една от основните магистрали свързваща Сан Франциско със Сан Хосе (в Южния залив през Полуострова) е магистрала 101. Друга основна магистрала в този район е магистрала 280. Магистрала 101 също минава и през Северния залив на района.
Междущатска магистрала 80 минава по Мостът Сан Франциско-Оукланд през Източния залив на Района на Сан Франциско. Други големи магистрали в Източния залив са Междущатска магистрала 880, Междущатска магистрала 580 и Междущатска магистрала 680.

## Мостове
- Бениша - Мартинес - свързва град Бениша в окръг Солано в Северния залив на север с град Мартинес в окръг Контра Коста в Източния залив на юг.
- Голдън Гейт - свързва Сан Франциско с окръг Марин в Северния залив.
- Дъмбартън - свързва град Фримонт в окръг Аламида в Източния залив в източния си край с град Менло Парк в окръг Сан Матео на Санфранциския полуостров в западния си край.
- Каркинески мост (Carquinez Bridge) - пресича Каркинеския пролив (Carquinez Strait), свързвайки Валехо на север с Крокет на юг.
- Ричмънд-Сан Рафаел - свързва град Ричмънд в окръг Контра Коста в Източния залив с град Сан Рафаел в окръг Марин в Северния залив.
- Сан Матео-Хейуърд - свързва град Фостър Сити в окръг Сан Матео на Санфранцисканския полуостров с град Хейуърд в окръг Аламида в Източния залив.
- Сан Францискско-Оукландски Мост на Залива - свързва Сан Франциско на Санфранциския полуостров в западния си край с град Оукланд в окръг Аламида в Източния залив в източния.

## Медии

### Вестници
- Мъркюри Нюз - един от трите основни вестника в района, излизащ в Сан Хосе
- Оукланд Трибюн - друг голям вестник излизащ в Оукланд
- Сан Франциско Кроникъл – най-големият вестник в района

### Онлайн
- Крейгслист – специализирана мрежа от онлайн градски общества, много полезна страница независимо дали живеете, имате намерение да се местите тук или просто идвате като туристи. Има всевъзможна информация.

## Университети и колежи
В Районът на Санфранцисканския залив има десетки университети и колежи. Повечето проучвания поставят населението на района начело на класациите или близо до него по цялостна образованост. (Другите два кандидата са столицата Вашингтон и района на град Бостън.)

### Щатски
- Калифорнийски университет - Бъркли
- Калифорнийски щатски университет - Източен залив (California State University, East Bay)
- Калифорнийски университет - Сан Франциско (University of California, San Francisco)
- Калифорнийски университет - Санта Круз (University of California, Santa Cruz)
- Щатски университет - Сан Франциско – (San Francisco State University)
- Щатски университет - Сан Хосе – (San Jose State University)
- Щатски университет - Сонома – (Sonoma State University)

### Частни
- Станфордски университет

### Уеб камери на живо
- Уеб камери на Си Би Ес на живо от Района на Сан Франциско Архив на оригинала от 2006-03-07 в Wayback Machine.
- Уеб камери на живо от Района на Сан Франциско на страницата на Сан Франциско Кроникъл
- Уеб камери на живо на sanfranciscobay.com от Района на Сан Франциско Архив на оригинала от 2006-02-08 в Wayback Machine.